# 3545 Gaffey
A 3545 Gaffey (ideiglenes jelöléssel 1981 WK2) a Naprendszer kisbolygóövében található aszteroida. Edward L. G. Bowell fedezte fel 1981. november 20-án.